# Pierre Lauga
Pour les articles homonymes, voir Lauga.
 Pierre Lauga, est né le 17 janvier 1922 à Lucq-de-Béarn et mort le 8 juillet 1984 à Vichy. C’est un ancien joueur français de rugby à XV, qui a joué avec l'équipe de France et la Section paloise au poste de trois-quarts centre ou demi d’ouverture (1,83 m pour 76 kg).  
Lauga a été champion de France avec la Section en 1946. Il formait alors avec Robert Duthen, René Desclaux, Jean Carmouze et Jean Estrade une ligne d'attaque au flair exceptionnel. 
Après le titre de champion de France avec la Section paloise, Lauga devient inspecteur des jeux au casino de Vichy, et doit mettre un terme à sa carrière de rugbyman en raison d'un épanchement de la synovie au genou. 
Son frère Jean Lauga a également évolué à la Section paloise. 
Après sa carrière de joueur, il a été pendant 2 ans, entraîneur de l'équipe de rugby de Villefranche-sur-Saône. 

## Carrière de joueur

### En club
- SCUF en 1943
- Section paloise
- RC Vichy

### En équipe de France
Il a disputé son premier test match le 14 janvier 1950 contre l'équipe d'Écosse et le dernier contre l'équipe du Pays de Galles, le 25 mars 1950.

## Palmarès

### En club
- Championnat de France de première division :
  - Champion (1) :  1946
- Coupe de France :
  - Finaliste (1) : 1946

### En équipe de France
- 4 sélections (en 1950).
- 1 drop (3 points)
- Tournoi des Cinq Nations disputé :  1950.